# طيب بررملة
 طيب بررملة  (1985 الجزائر) هو لاعب كرة قدم جزائري.

## روابط خارجية
- طيب بررملة على موقع قاعدة بيانات كرة القدم.إي يو (الإنجليزية)
- طيب بررملة على موقع Soccerway.com (الإنجليزية)